# Toms Tivoli
Toms Tivoli var en svensk musikgrupp från Stockholm, som var verksam åren omkring 1990. Gruppen gav ut tre album och flera singlar.

## Medlemmar
- Johan Rothstein, gitarr och sång[1]
- Tom Sjöberg, gitarr
- Stefan Hultman, bas
- Lasse Sahlin, trummor
- Peo Drangert, trummor
- Tibor Berki, dragspel och keyboard

## Diskografi

### LP/CD
- Fina maskiner, LP, Hawk 1989 (HAWKLP 2122)
- Jag tror dom ljuger, CD, Hawk 1990 (HAWKCD 2127)
- Snön faller uppåt, CD, Sonet 1992 (SLPCD 2856/517 113-2)

### Singlar
- Fina maskiner, Hawk 1989
- Då vet jag, Hawk 1989
- Ett kemiskt geni, Hawk 1990
- Jag tror dom ljuger, Hawk 1990
- Vi hör ihop, Sonet 1992 (CDS10417)
- I min roddbåt, Sonet 1992 (CDS10433)
- Snön faller uppåt, Sonet 1992 (CDS10427)
- Klockorna slår, Sonet 1992 (CDS10444)